# Référendum du meilleur sportif tunisien
Le référendum du meilleur sportif tunisien est un concours institué par le journal L'Action tunisienne en 1967 et poursuivi par Le Renouveau puis, depuis 2012, par l'agence Tunis Afrique Presse.
Il consiste à choisir le sportif tunisien de l'année à la lumière d'un vote exprimé par les journalistes sportifs du pays. Les premières éditions devaient normalement revenir toutes à l'athlète Mohammed Gammoudi ; les organisateurs ont donc décidé de ne pas tenir compte des votes en sa faveur et de le considérer comme hors-concours, et ce jusqu'à sa retraite[pourquoi ?]. En 1984 et 1985, un classement séparé pour les hommes et les femmes est expérimenté mais l'idée est finalement abandonnée les années suivantes.
Avec la disparition du journal Le Renouveau en 2011, le concours s'arrête avant d'être repris en 2012 par l'agence Tunis Afrique Presse qui associe à la fois le public et les journalistes sportifs. On désigne en même temps le meilleur sportif, la meilleure sportive et le meilleur footballeur de l'année.

## Palmarès

### De 1967 à 2011
Le palmarès de 1967 à 2011 est le suivant[réf. nécessaire] :
- 1967 : Hassine Belkhouja (volley-ball)[1]
- 1968 : Mohamed Hachicha (judo)[2]
- 1969 : Abdelkader Zaddem (athlétisme)
- 1970 : Mohamed Senoussi (basket-ball)
- 1971 : Mansour Guettaya (athlétisme)
- 1972 : Sadok Sassi (football)
- 1973 : Ali Gharbi (natation)
- 1974 : Myriam Mizouni (natation) et Béchir Jlassi (boxe)
- 1975 : Ali Gharbi (natation)
- 1976 : Mounir Jelili (handball)
- 1977 : Tarak Dhiab (football)
- 1978 : Jabeur Dridi (pl) (lutte)
- 1979 : Lotfi Belkhir (en) (boxe)
- 1980 : Fayçal Bejaoui (boxe)
- 1981 : Fethi Baccouche (athlétisme)
- 1982 : Faten Ghattas (natation)
- 1983 : non décerné
- 1984 :
  - Messieurs : Fethi Baccouche (athlétisme)
  - Dames : Sabah Ben Nasr (athlétisme)
- 1985
  - Messieurs : Taoufik Maaouia (haltérophilie)
  - Dames : Faten Ghattas (natation)
- 1986 : Senda Gharbi (natation)
- 1987 : Taoufik Maaouia (haltérophilie)
- 1988 : Mehdi Chaambi (en) (lutte)
- 1989 : Khaled Ben Yahia (football)
- 1990 : Senda Gharbi (natation)
- 1991 : Salah Rekik (judo)
- 1992 : Adel Sellimi (football)
- 1993 : Djim Doula (karaté)
- 1994 : Riadh Sanaa (handball)
- 1995 : Riadh Kelaï (boxe)
- 1996 : Fathi Missaoui (boxe)
- 1997 : Tarek Akili (pétanque)
- 1998 : Riadh Sanaa (handball)
- 1999 : Mohamed Baghdadi (en) (volley-ball)
- 2000 : Chokri El Ouaer (football)
- 2001 : Anis Lounifi (judo)
- 2002 : Youssef Sebaï (haltérophilie)
- 2003 : Oussama Mellouli (natation)
- 2004 : Oussama Mellouli (natation)
- 2005 : Wissem Hmam (handball)
- 2006 : Wajdi Bouallègue (gymnastique)
- 2007 : Hatem Ghoula (athlétisme)
- 2008 : Oussama Mellouli (natation)
- 2009 : Oussama Mellouli (natation)
- 2010 : Oussama Mellouli (natation)

### Depuis 2012
Le palmarès depuis 2012 est le suivant :
- 2012 : Oussama Mellouli (natation) et Habiba Ghribi (athlétisme)
- 2013 : Oussama Mellouli (natation) et Ons Jabeur (tennis)
- 2014 : Salah Mejri (basket-ball) et Mouna Chebbah (handball)
- 2015 : Faïcel Jaballah (judo) et Habiba Ghribi (athlétisme)
- 2016 : Oussama Oueslati (taekwondo) et Inès Boubakri (escrime)
- 2017 : Makrem Ben Romdhane (basket-ball) et Marwa Amri (lutte)
- 2018 : Malek Jaziri (tennis) et Ons Jabeur (tennis)
- 2019 : Salah Mejri (basket-ball) et Ons Jabeur (tennis)
- 2020 : non décerné en raison de la pandémie de Covid-19
- 2021 : Ahmed Hafnaoui (natation) et Ons Jabeur (tennis)
- 2022 : Mohamed Khalil Jendoubi (taekwondo) et Ons Jabeur (tennis)
- 2023 : Ahmed Hafnaoui (natation) et Ons Jabeur (tennis)

Pour les sports paralympiques, le palmarès est le suivant :
- 2016 : Walid Ktila (para-athlétisme) et Raoua Tlili (para-athlétisme)
- 2017 : Walid Ktila (para-athlétisme) et Raoua Tlili (para-athlétisme)
- 2018 : Walid Ktila (para-athlétisme) et Raoua Tlili (para-athlétisme)
- 2019 : Walid Ktila (para-athlétisme) et Raoua Tlili (para-athlétisme)
- 2020 : non décerné en raison de la pandémie de Covid-19
- 2021 : Walid Ktila (para-athlétisme) et Raoua Tlili (para-athlétisme)
- 2022 : Walid Ktila (para-athlétisme) et Raoua Tlili (para-athlétisme)
- 2023 : Walid Ktila (para-athlétisme) et Raoua Tlili (para-athlétisme)